# El missatger de l'amor
El missatger de l'amor és una aquarel·la realitzada per Marie Spartali Stillman (1844-1927) que presenta un colom que ha portat una carta d'amor a una dona amb una rosa vermella que està davant d'una finestra oberta, i que sosté davant seu un brodat d'un Cupido amb els ulls embenats. La pintura va ser adquirida el 1901 per Samuel Bancroft i ara està al Museu d'Art de Delaware.

## La pintura
El missatger de l'amor reflecteix la influència de la incipient pintura prerafaelita i del renaixement italià. Els símbols retratats a la pintura, incloent el colom, la rosa, l'heura, i el Cupido amb els ulls embenats "suggereix constància, fidelitat, i bellesa en plena floració," però també suggereix "bellesa en la cúspide de la decadència, sensualitat, i el dolor que les fletxes de Cupido poden infligir". La presència de Venus es representa per la rosa i el colom, de manera que l'"escena pot oferir un contrast entre bellesa, amor, i l'abundància de Venus i la sensualitat i impredictibilitat del seu fill Cupido."
L'artista modestament va descriure la pintura el 1906:
| « | M'agradaria poder dir alguna cosa interessant sobre les meves imatges a casa del senyor Bancroft [,] no són més que estudis de caps fetes pel plaer de la pintura. L'efecte d'un cap just a la finestra d'ull d'una certa butlla de l'estudi d'un amic on jo estava treballant un hivern va suggerir el missatger d'amor - que és tot ... [ Missatger d'Amor ] és simplement un estudi d'un model. La meva filla Effie que estava llavors a l'escola no [era] capaç de seure que jo acabés d'ella. He pintat un paisatge de la Villa Borghese Roma com el fons quan havia de fer diversos canvis en la imatge, mentre que a Roma. | » |

El crític Jan Marsh suggereix que l'estudi amb les finestres amb vidres circulars podria ser de la casa d'Edward Burne-Jones "The Grange" a Fulham.

## Origen i exposicions
L'artista va exhibir la pintura a la Grosvenor Gallery de Londres el 1885. Aquesta galeria és considerada una peça clau en la difusió de l'obra de Stillman, i on El missatger de l'Amor va ser considerat una de les obres més importants quan la va presentar els anys 1880.
Samuel Bancroft, Jr. va adquirir la pintura el 1901 per 100 lliures, després de veure'l a casa de la filla de l'artista Effie (Euphrosyne) Stillman. Llavors va ser exposada a Filadèlfia (1901), abans de ser donada al Museu d'Art de Delaware (llavors anomenat Wilmington Society of the Fine Arts) el 1935. També va ser exposat a Washington (1977), Richmond (1982), i New Haven (1996).